# Elisa Oyj
Elisa Oyj — финская телекоммуникационная компания. Предоставляет услуги фиксированной и мобильной связи, а также доступа в Интернет. По мобильной связи имеет кооперацию с Vodafone.

## История
Основана 6 июня 1882 года в Гельсингфорсе, в Великом княжестве Финляндском, как Хельсинкское телефонное общество (фин. Helsingin puhelinyhdistys, HPY) и на момент начала работы обслуживала 56 абонентов. В 1884 году количество телефонных звонков превысило 1 миллион.
Подразделение мобильной связи Elisa в 1990-е годы было известно под брендом Radiolinja (фин.). Изначально Radiolinja была независимой компанией, Elisa приобрела её в 1998 году.
На 2013 год в компании работало около 4 тысяч человек.
Исследования, проведённые университетом Аалто в 2013 году, выявили, что, учитывая все регионы Финляндии, у Elisa самая высокая скорость среди мобильных сетей телеоператоров.
В конце июня 2018 года Elisa Oyj запустила первую в мире коммерческую сеть 5G.